# Cyclophyllum fragrans
Cyclophyllum fragrans är en måreväxtart som först beskrevs av Rudolf Schlechter och Kurt Krause, och fick sitt nu gällande namn av Arnaud Mouly. Cyclophyllum fragrans ingår i släktet Cyclophyllum och familjen måreväxter. Inga underarter finns listade i Catalogue of Life.